# Guarnaccia
La guarnaccia  est un cépage blanc d'Italie.

## Origine et répartition géographique
Ce cépage originaire de Sicile est classé recommandé dans les provinces de Naples en Campanie et de Cosenza en Calabre.
Il s'emploie généralement en assemblage avec d'autres cépages comme dans la D.O.C. calabraise de Verbicaro.

## Homonymes
Le nom de guarnaccia est apparenté à celui du grenache (catalan garnatxa), bien qu'il ne s'agisse pas de sa forme blanche. Il dérive du nom de cépage Vernaccia, probablement emprunté au village de Vernazza en Ligurie. 
Il s'applique également :
- à la vernaccia bianca, un cépage blanc

et sous la dénomination guarnaccia nera :
- à la vernaccia nera, un cépage noir des Marches
- au grenache noir, dans l'île d'Ischia
- au perricone, en Sicile.

## Synonymes
La guarnaccia est également connue sous les noms de guarnaccia bianca ou cannamelu.